# 空军报
《空军报》是中国人民解放军空军政治工作部主办的报纸，为空军党委机关报，1958年创刊。

## 简介
1950年4月15日，《空军报》的前身《人民空军》杂志创刊。毛泽东、刘少奇、周恩来、朱德、邓小平等领导人为该杂志创刊题词。毛泽东的题词是：“创建一支强大的空军，歼灭残敌，巩固国防。”刘少奇的题词是：“强大的人民中国，必须有强大的人民空军与民航事业。”周恩来的题词是：“为建立人民空军而努力。”朱德的题词是：“努力学习，掌握技术，为建设一支新式的强大的人民空军而奋斗。”邓小平的题词是：“强大的空军和强大的陆军结合起来，我们将是无敌的！”
1950年12月底，组建不足一年的中国人民解放军空军以中国人民志愿军空军的名义到朝鲜参加抗美援朝战争。这一时期，《人民空军》杂志开设《志愿军空军通讯》专栏，用封面、封底、图片等形式，定期发布中国人民志愿军空军战况。
1958年3月10日，空军党委决定即日起在《人民空军》杂志的基础上，创办《人民空军》报。1959年2月13日，《人民空军》报更名为《空军报》。《人民空军》报当时出至第146期，为了有别于《人民空军》杂志而更名为《空军报》。
1965年3月，林彪之女林立衡（林豆豆）到空军报社工作。1969年10月，经中共中央政治局委员、中国人民解放军副总参谋长兼空军司令员吴法宪安排，25岁的林立衡被任命为《空军报》副总编辑，此前不久，林立衡的弟弟林立果已被任命为空军司令部办公室副主任兼作战部副部长。林立衡一直担任《空军报》副总编辑至1971年九一三事件之后。《空军报》自创办起，报头便用毛泽东字体，是从毛泽东墨迹中辑录而成。林立衡在空军报社工作期间，应刚从空军政委改任空军司令员的吴法宪之请，林立衡经叶群通过中共中央办公厅主任汪东兴，请毛泽东为《空军报》题写了报头。毛泽东题写了“空军报”三个字，并在题字上写了一行小字：“送给林彪同志的女儿林豆豆。”吴法宪将毛泽东题写的报头转交空军报社社长朱鸿。《空军报》很快启用了新报头，并沿用至今。
2009年11月11日，《空军报》正式扩期改版。2010年5月，王斌任社长后，推动报网融合。 
《空军报》原先由中国人民解放军空军政治部主办。2016年，在深化国防和军队改革中，中国人民解放军空军政治部改为中国人民解放军空军政治工作部，《空军报》继续由中国人民解放军空军政治工作部主办。

## 历任社长
1. 朱鸿大校（？—？，空军宣传部部长兼）[9]
2. 辛明（？—？）
3. 林毅（？—？）
4. 张翼（？—？）
5. 金为华（？—？）
6. 张炳根（？—？）
7. 高庆华空军大校（？—？）
8. 陈志铭空军大校（？—？）[12]
9. 王斌空军大校（2010年5月—？）[13][11]
10. 杨庆春空军大校（？—）[14]

## 下辖媒体
空军报社下辖的媒体除了《空军报》之外，还有《中国空军》杂志、《基层政工读物》杂志，以及空军报社网站。
- 《中国空军》：是中国人民解放军空军唯一对外公开发行的大型综合性军事双月刊[13]。1986年4月1日，空军党委创刊该杂志，是当时空军最有影响的3种报刊之一。1989年是中国人民解放军空军建立40周年，空军司令员王海、政委朱光想请中央军委主席邓小平为空军题词。经过联系，最后邓小平采用了为《中国空军》杂志题写刊名的形式，在1989年10月23日题写了“中国空军”四字刊名。半个月后，1989年11月9日，中共十一届五中全会根据邓小平的请求，同意邓小平辞去中央军委主席职务。此次题字就成了邓小平在中央军委主席任内为空军最后一次题字。1989年11月10日下午，空军建立40周年纪念大会召开，新任中央军委主席江泽民率领新一届中央军委领导成员参加纪念大会。为纪念空军建立40周年,《空军报》发行专刊，登载了邓小平题写的“中国空军”四字刊名。《中国空军》杂志随即以邓小平的题字作为刊名，沿用至今[15]。
- 《基层政工读物》：是由空军政治工作部主管，空军报社主办，面向全军发行的政治工作类杂志。1994年1月创刊[13]。
- 空军报社网站：集合了《空军报》网络版、“一报两刊”电子版、投稿中心、博客、论坛、QQ群等功能。2010年左右开始筹建，后来正式运行[11]。